# إرنست أ. غروس
إرنست أ. غروس (بالإنجليزية: Ernest A. Gross)‏ هو محامي ودبلوماسي أمريكي، ولد في 23 سبتمبر 1906 في بروكلين في الولايات المتحدة، وتوفي في 2 مايو 1999.